# Chus Mateo
Jesús Alfonso Mateo Díez, meglio noto come Chus Mateo (Madrid, 23 gennaio 1969), è un allenatore di pallacanestro spagnolo.

## Carriera
Nel gennaio 2011 è stato ingaggiato dal Club Baloncesto Málaga; è stato esonerato nel marzo 2012.

## Palmarès

### Squadra
- Campionato spagnolo: 2

Real Madrid: 2023-2024, 2024-2025
- Supercoppa spagnola: 2

Real Madrid: 2022, 2023
- Eurolega: 1

Real Madrid: 2022-2023
- Copa del Rey: 1

Real Madrid: 2024

### Individuale
- Aleksandr Gomel'skij Coach of the Year: 1

Real Madrid: 2023-2024